# علی ملکوتی
علی ملکوتی  (زاده ۱۳۲۷ در قم) فقیه و مجتهد شیعه و نمایندهٔ استان آذربایجان شرقی در دورهٔ پنجم و در دورهٔ ششم مجلس خبرگان رهبری است. او همچنین جزو اعضای جامعه مدرسین قم می باشد  علی ملکوتی فرزند مسلم ملکوتی از مراجع تقلید شیعه و امام جمعه سابق تبریز است. وی توانست با کسب ۶۸۸٬۷۰۰ رای از مجموع ۱٬۷۹۰٬۷۸۹ رای، معادل ۳۸٫۴۶٪ آرا با عنوان نفر اول شهرستان تبریز و نفر دوم استان آذربایجان شرقی پس از محسن مجتهد شبستری به مجلس خبرگان رهبری راه پیدا کند. وی از فهرست جامعتین با گرایش سیاسی مستقل است. وی همچنین عضو مجمع  مشورتی فقهی شورای نگهبان است. از او به هادی ملکوتی هم تعبیر میشود

## زندگی
در هشتم مرداد سال ۱۳۲۷ شمسی در شهر قم در خانواده ای روحانی به دنیا آمد. پدر او مسلم ملکوتی از فقهای برجسته و مادرش از خانواده ای مذهبی از اهالی شهرستان سرآب بودند. با توجه به مهاجرت پدر به شهر نجف در سن هفت سالگی همراه خانواده به نجف مهاجرت نمود و تحصیلات خود را در مدرسه علوی ایرانیان آغاز کرد. سپس برای ادامه تحصیل وارد حوزه علمیه نجف شد و مراحل اولیه دروس حوزوی همچون نحو، صرف، منطق و معانی بیان را در مدرسه علمیه جامعه النجف الاشرف از استادان نامدار آن عصر فراگرفت. در ادامه، دروس ادبیات ، منطق ، سطوح عالی فقه و اصول فقه و نیز فلسفه را از استادان، بزرگان و علماء آن زمان حوزه علمیه نجف همچون محمد علی مدرس افغانی ، غلامرضا باقری ، شیخ محمد تقی جواهری، شیخ غلامرضا رحمانی همدانی، محمد هادی معرفت ، سید محمد کلانتر و جمعی دیگر آموخته و توسط آیت الله محسن حکیم از مراجع بزرگ نجف به کسوت روحانیت درآمده و ملبس گردید.

### مراجعت به ایران
در سال ۱۳۴۷ به همراه خانواده خود به ایران بازگشت و با اصرار اهالی سرآب مدتی در معیت پدر خود جهت تبلیغ و ارشاد در آن شهر حضور داشت ولیکن به هنگام مراجعت به نجف با ممانعت رژِیم بعث عراق از سفر او و خانواده اش به عراق جلوگیری بعمل آمد و در شهر قم زادگاه خود ساکن شد و کار علمی و تبلیغاتی خود را در حوزه علمیه قم ادامه داد. علی ملکوتی در دروس خارج فقه و اصول استادان همچون آیات عظام مسلم ملکوتی، محمد علی اراکی، سید محمد رضا گلپایگانی، میرزا هاشم آملی ، سید کاظم شریعتمداری و دیگران حضور یافت.

### تحصیل و تدریس
طبق سنّت رایج در حوزه های علمیه در کنار تحصیل و تعلّم مشغول تدریس و تعلیم دروسی به طلاب شد که پیشتر گذرانده بود و در مدرسه فیضیه و مدرسه حجتیه از سال پنجاه شمسی دروس شرح لمعه، مختصر، رسائل، مکاسب و کفایتین را تدریس نمود. تدریس فلسفه ، کلام و تفسیر در کنار موضوعات فقهی و اصولی حاکی از جامعیت علمی او در علوم مختلف حوزوی است و در حال حاضر سه دهه تدریس دروس خارج فقه و اصول فقه برای طلاب علاقمند به فراگیری علوم اسلامی از سوابق علمی علی ملکوتی بوده و فعالیتهای علمی و تدریس در مراکز علمی جهانی جامعه المصطفی العالمیه که مختصّ تحصیل طلاب علوم دینی از سایر نقاط جهان است در برنامه های علمی او قرار داشته و تدریس دروس خارج فقه و اصول فقه به زبان عربی توسط ایشان باعث شده است طلاب غیر ایرانی نیز از توان علمی بالای این استاد حوزه های علمیه بهره مند گردند. همچنین علی ملکوتی در کنار تدریس در حوزه های علمیه، سابقه تدریس در دانشگاههای آزاد اسلامی به‌عنوان هیأت علمی و تدریس در دانشگاه های شهید بهشتی تهران در اوائل دهه شصت و سایر دانشگاهها را به‌عنوان استاد مدعو و در مقاطع تحصیلات تکمیلی ارشد و دکترا را دارد.

### پیش از انقلاب سال ۵۷
پیش از پیروزی انقلاب اسلامی ایران، به همراه پدر خود مسئولیت سازماندهی و راهبری اهالی شهرستان سرآب و جوانان انقلابی را در تجمعات و تظاهرات مردمی این شهر بر عهده داشته و با سخنرانی های پرشور نسبت به روشنگری و افشاء مفاسد رژیم پهلوی پرداخته و بارها مورد تعقیب و تهدید سازمان اطلاعات و امنیت رژیم قرار گرفت.

### پس از انقلاب ۵۷
علی ملکوتی با پیروزی انقلاب اسلامی جهت ادامه فعالیت علمی و تبلیغی به قم بازگشت امّا با توصیه و تاکید سید روح الله خمینی و با دستور مستقیم او به شهر سرآب مراجعت کرده و مسئولیت کمیته انقلاب اسلامی شهرستان سرآب را برعهده گرفت و با همکاری گروههای انقلابی و جوانان، سایر نهادهای انقلابی در آن شهر را راه اندازی کرد. علی ملکوتی با تاسیس حزب جمهوری اسلامی با دبیر کلی سید محمد حسین بهشتی به عضویت آن حزب درآمد و در دوره اول و دوم مجلس شورای اسلامی نمایندگی مردم سرآب در مجلس شورای اسلامی را برعهده داشت و پس از آن با درخواست امنا و بزرگان شهر مسئولیت راه اندازی دانشگاه آزاد اسلامی آن شهر را که در شرف انحلال بود برعهده گرفت و نسبت به ساخت و تاسیس دانشگاه آزاد اسلامی سرآب اقدام نمود و پس از دوره مسئولیت در دانشگاه آزاد به شهر قم مراجعت و فعالیتهای علمی خود را ادامه داد و در حال حاضر به‌عنوان استاد دروس خارج فقه و اصول فقه مشغول تدریس و تعلیم طلاب علاقمند ایرانی و غیر ایرانی بوده و همچنین به‌عنوان عضو مجمع مشورتی فقهی شورای نگهبان و نماینده مجلس خبرگان رهبری از استان آذربایجان شرقی فعالیت می نماید.

## تألیفات
- الخمس
- فطحیه
- ترجمه کتاب الربا فی التشریع الاسلامیه
- تقریرات کتب مختلف فقهی
- حاشیه نهایه الحکمه

## سوابق اجرایی
- عضو مجمع مشورتی فقهی شورای نگهبان
- نمایندگی دو دوره مجلس شورای اسلامی
- مسؤولیت کمیته انقلاب اسلامی شهرستان سرآب به فرمان سید روح‌الله خمینی
- مسؤول گروه اصول فقه جامعه المصطفی (مدرسه عالی فقه و اصول)
- نایب رئیس کمیسیون فرهنگی مجلس شورای اسلامی تا سال ۱۳۶۷
- رئیس دانشگاه آزاد اسلامی سرآب ۱۳۷۹–۱۳۶۸
- ناظر علمی مرکز پاسخ به شبهات قرآنی دفتر تبلیغات اسلامی قم[۵]